# Ivan Mikloš
Ivan Mikloš (* 2. června 1960, Svidník) je slovenský ekonom a politik. V letech 1991–1992 působil ve funkci ministra privatizace SR, v letech 2002–2006 a 2010–2012 na postu slovenského ministra financí. K roku 2010 byl také místopředsedou SDKÚ-DS.
Je ženatý a má dvě děti.

## Profesionální kariéra
- 1979–1983 – studium na Národohospodářské fakultě Vysoké školy ekonomické v Bratislavě, specializace dlouhodobé plánování a prognózování
- 1983–1987 – asistent, Vysoká škola ekonomická v Bratislavě
- 1987–1990 – odborný asistent, Vysoká škola ekonomická v Bratislavě
- 1990 – poradce místopředsedy vlády Slovenské republiky zodpovědného za ekonomickou reformu
- 1990–1991 – ředitel odboru hospodářské a sociální politiky, Úřad vlády Slovenské republiky
- 1992–1998 – výkonný ředitel a prezident společnosti M.E.S.A.10
- 1993 Studium na London School of Economics, Londýn, Velká Británie
- 1994–1998 – přednášející, Trnavská univerzita v Trnavě, předmět: Ekonomická transformace
- 1997–1998 – člen Dozorčí rady Fondu národného majetku Slovenské republiky
- 1998 – designovaný první viceprezident East-West Institute, New York

## Stranická kariéra
- 1992–1993 – Občianska demokratická únia, první místopředseda
- 1993–2000 – Demokratická strana, předseda v roce 1994
- 2001 – Slovenská demokratická a kresťanská únia, místopředseda

## Politická kariéra
- 1991–1992 – ministr privatizace Slovenské republiky
- 1998–2002 – místopředseda vlády Slovenské republiky pro ekonomiku
- 2002 Poslanec Národní rady Slovenské republiky, mandát neuplatnil z důvodu nástupu do funkce ministra
- 2002–2006 – místopředseda vlády Slovenské republiky a ministr financí
- 2010–2012 – místopředseda vlády Slovenské republiky a ministr financí
- od 18. února 2015 – šéf poradců ukrajinské ministryně financí Natalije Jareškové[1]

## Kauzy
- 1997 Podle Ignáce Ilčišina byl jedním z iniciátorů a zastáncem exekuce Transpetrolu

## Ocenění
- Ministr financí roku 2004 podle časopisu Euromoney
- Cena TAE Award 2005 za slovenské daňové reformy